# Portrait d'homme (Titien, New York)
Le Portrait d'un homme est une peinture à l'huile sur toile réalisée par Titien vers 1512. Wilhelm von Bode l'a attribuée à Giorgione et Richter à Palma le Vieux, mais Roberto Longhi, Suida, Phillips, Morassi, Pallucchini et Pignatti l'ont tous attribuée au Titien. 
Propriété de la famille Grimani de Venise, elle est ensuite passée par différents propriétaires, dont W. Savage à Londres et Benjamin Altman à New York, qui l'a léguée au Metropolitan Museum de New York en 1913. 